# Cordillera Central (Filipinas)

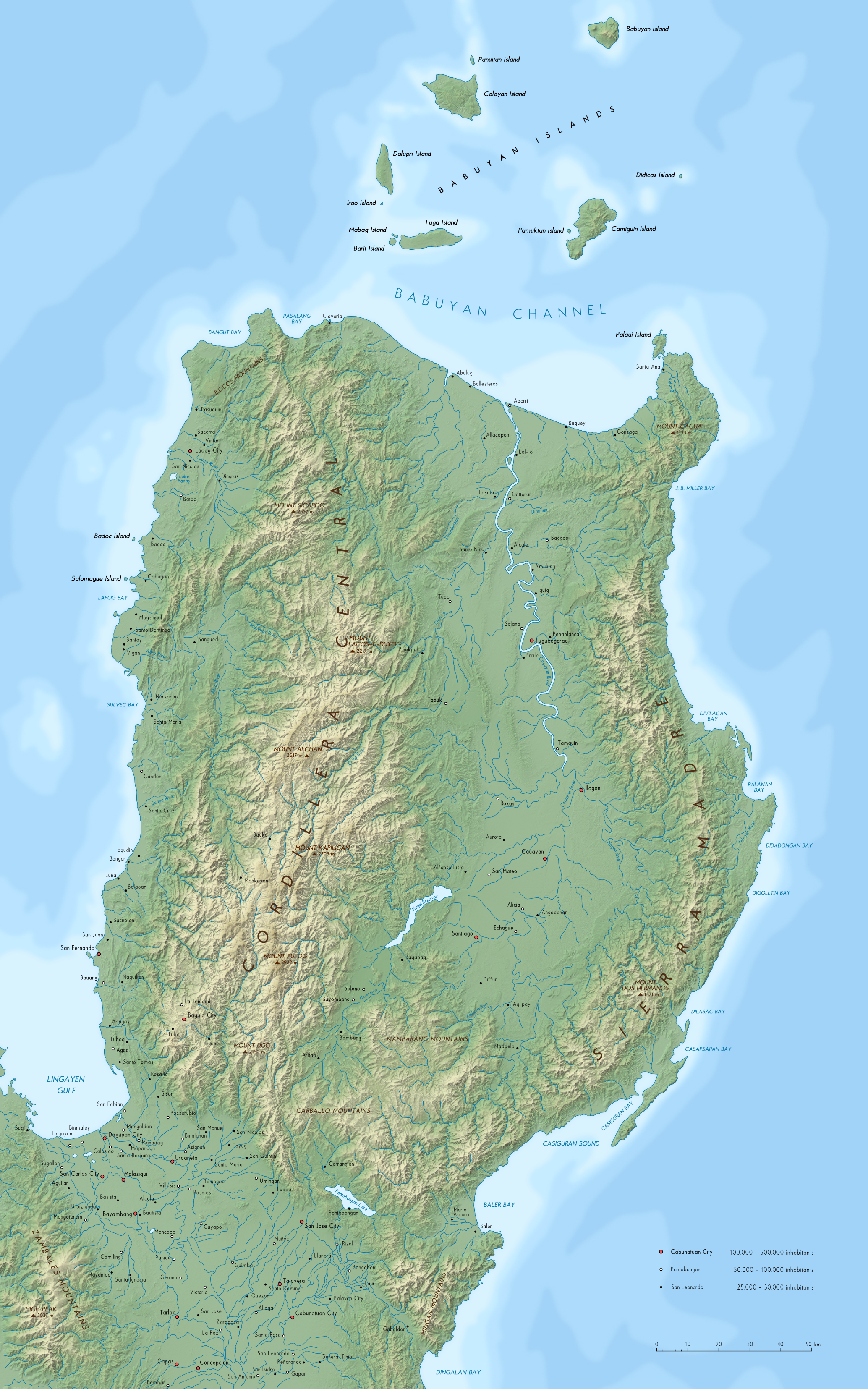

La Cordillera Central es la mayor cadena montañosa de Filipinas. Se encuentra ubicada en el norte de la isla de Luzón. Está flanqueada por las provincias de Benguet, Abra, Kalinga, Apayao, La Montaña, Ifugao y Baguio. Se conecta con la Sierra Madre mediante las montañas Caraballo, en la provincia de Nueva Vizcaya.
Durante la etapa española, toda la región se agrupaba bajo el nombre de Nueva Provincia.
Está habitada por un conjunto poco conexo de tribus de las montañas.

## Geografía
La Gran Cordillera es la cadena montañosa mayor y más elevada del país. Sus 18.300 km² ocupan una sexta parte de la isla de Luzón.
Consiste en dos, y en algunas zonas tres cadenas paralelas con una elevación media de 1.800 metros aproximadamente.

## Población
Sus 1.100.000 habitantes suponen un 2% del total de la población de las Filipinas.
Está dividido en seis provincias y siete grupos etnolingüísticos: provincia de Abra (grupo de los iinggian), provincia de Apayao (grupo de los isneg), provincia de Benguet (grupos de los kankanaey y los ibaloi), provincia de Ifugao (grupo de los ifugao), provincia de Kalinga (grupo de los kalinga, y los isneg), provincia de La Montaña (grupo de los kankanaey).

## Cultura e idioma
Aunque se hablan distintos idiomas según las tribus, el idioma comercial de la zona es el ilocano, procedente de los comerciantes de las tierras bajas de Ilocos. 
Los habitantes de la Cordillera Central o cordilleranos son un grupo indígena, reconocido como tal por la ley de la República de Filipinas, cuyos usos y costumbres prevalecen sobre las leyes de la República. La ley tribal penal prima sobre el Código Penal de Filipinas. Por ejemplo, el asesinato y el homicidio involuntario suelen ser juzgados bajo las leyes tribales pudiendo determinarse que existe una deuda de sangre, sólo satisfecha con la pena de muerte del reo. 
Los cordilleranos consideran la tierra como la fuente de la vida, como parte integral de su identidad cultural. La tierra es considerada sagrada y las tierras tribales no pertenecen a nadie ni pueden ser vendidas ya que son fuente de vida para el beneficio común.